# Ventolin (EP)
Ventolin ist eine EP des britischen Musikers Richard D. James unter seinem Pseudonym Aphex Twin. Das gleichnamige Titelstück der EP ist bekannt für den harschen, lauten Klang. James nahm verschiedene, komplett unterschiedliche Versionen des Tracks auf, welche er dennoch als Remixe des Originaltracks betitelte.

## Stil
Das Stück Ventolin wurde nach einem Verkaufsnamen der Arznei Salbutamol benannt, welche zur Behandlung gegen Asthma verschrieben wird. Eine beschriebene Nebenwirkung der Arznei ist Tinnitus, was zu einem hohen Piepton im Ohr führt. Konsequenterweise besteht auch der Track „Ventolin“ aus durchgängig hohen, harschen Pieptönen sowie stark verzerrten Technobeats. Deshalb wurde Ventolin auch als „eine der harschesten Single-Aufnahme aller Zeiten“ bezeichnet.

## Veröffentlichungen
Die erste Aufnahme von Ventolin erschien in einem Musikvideo, welches zu Marketingzwecken produziert wurde. Das Video besteht auf Aufnahmen einer Frau, welche in einem Aufzug feststeckt sowie Aufnahmen von Lüftungsschächten, Dämpfen und industriellen Einrichtungen. Die Video-Version wurde einen Monat später auf dem Album … I Care Because You Do veröffentlicht.
Der Salbutamol Mix auf dieser EP ist eine längere Version der Video-Version.
1995 veröffentlichten Warp Records Ventolin als Single in Großbritannien als Vinyl und CD in zwei Teilen, Ventolin und Ventolin Remixes. Die amerikanische Version auf Sire Records beinhaltete beide Teile auf einer einzelnen CD.

Aphex-Twin-Logo

Das Cover der CD wurde von Dan Parkes gestaltet. Er gestaltete auch das Design für Aphex Twins EP On. Das Ventolin-Design zeigt anatomische Zeichnungen eines menschlichen Kopfes und Oberkörpers, zusammen mit einem Asthma-Inhaliergerät und dem Aphex-Twin-Logo.

## Titel
Während alle zwölf Ventolin-Versionen so benannt wurden, als seien sie ähnlich untereinander, sind sie meistens komplett neue und eigenständige Tracks. Der Wheeze Mix nutzt als einzelner Remix das hohe Piepen und Klänge vom originalen Ventolin-Tracks. Wie so oft bei Richard D. James haben die Remixe oft obskure oder bizarre Titel, darunter Namen von Orten aus James’ Heimat Cornwall.
Verschiedene der seltsamen Remix-Namen sind eigentlich kornische Ortsnamen: Praze-An-Beeble, Marazanvose, Carharrack und Probus sind alles Dörfer in Cornwall. Außerdem gibt es eine Kneipe namens Coppice in der Stadt Redruth. Plain-An-Gwarry ist ein Ortsname in Cornwall sowie der Name eines Amphitheaters.
Andere Titel beziehen sich auf die Medizin Ventolin: Asthma beats, wheeze (englisch für rasselnden Atem, ein Asthma-Symptom) sowie Salbutamol.
Der Praze-An-Beeble-Mix endet mit manipulierten Samples vom Gelächter von der Mutter von Richard D. James, Lorna James, während der Marazanvose Mix mit der Tonaufnahme eines Kindes endet, welches auf Niederländisch zählt. Dazu werden manipulierte Tierlaute abgespielt.
Crowsmengegus Mix endet mit einem Sprachsynthesizer, welcher eine Dankesliste vorliest („Respect going out to...“). Bei den genannten Personen handelt es sich um James’ Freunde und musikalische Mitstreiter. Die Liste wurde später als eigener Track auf der Single-Compilation 51/13 als The Respect List veröffentlicht.

## Titelliste

### Ventolin
1. Ventolin (Salbutamol Mix) – 5:46
2. Ventolin (Praze-An-Beeble Mix) – 3:21
3. Ventolin (Marazanvose Mix) – 2:10
4. Ventolin (Plain-An-Gwarry Mix) – 4:37
5. Ventolin (The Coppice Mix) – 4:35
6. Ventolin (Crowsmengegus Mix) – 5:52

### Ventolin Remixes
1. Ventolin (Wheeze Mix) – 7:07
2. Ventolin (Carharrack Mix) – 2:49
3. Ventolin (Probus Mix) – 4:14
4. Ventolin (Cylob Mix) (remixt von Cylob) – 5:02
5. Ventolin (Deep Gong Mix) (remixt von Luke Vibert) – 6:18
6. Ventolin (Asthma Beats Mix) – 1:39